# هاري بورغس
هاري بورغس (بالإنجليزية: Harry Burgess)‏ (20 أغسطس 1904 بإلدرلي إدج في المملكة المتحدة - 6 أكتوبر 1957 في المملكة المتحدة) هو لاعب كرة قدم بريطاني (وحمل سابقاً جنسية المملكة المتحدة لبريطانيا العظمى وأيرلندا) في مركز الهجوم. شارك مع منتخب إنجلترا لكرة القدم. أما مع النوادي، فقد لعب مع تشيلسي وستوكبورت كونتي وشيفيلد وينزداي.

## وصلات خارجية
- هاري بورغس على موقع قاعدة بيانات كرة القدم.إي يو (الإنجليزية)
- هاري بورغس على موقع ناشيونال فوتبول تيمز (الإنجليزية)